# Водяное (Первомайский район)
Водяное (укр. Водяне) — село, 
Грушинский сельский совет,
Первомайский район,
Харьковская область.
Село ликвидировано в ? году.

## Географическое положение
Село Водяное находится на правом берегу реки Орелька,
Выше по течению на в 1 км расположено село Грушино,
ниже по течению на расстоянии в 2 км расположено село Кашпуровка.
На расстоянии в 4 км расположен город Первомайский.
Рядом проходит автомобильная дорога Т-2110.

## История
- ? — село ликвидировано.